# Cerro Grande do Sul
Cerro Grande do Sul is een gemeente in de Braziliaanse deelstaat Rio Grande do Sul. De gemeente telt 9.854 inwoners (schatting 2009).